# جاكوب غريني
جاكوب غريني (بالإنجليزية: Jacob Greene)‏ هو لاعب كرة قدم أمريكي في مركزي الدفاع والوسط، ولد في 23 مارس 2003 في كروفتون في الولايات المتحدة. لعب مع لودون يونايتد.